# دیک ریچاردز (ترانه‌سرا)
دیک ریچاردز (انگلیسی: Deke Richards; ۸ آوریل ۱۹۴۴ – ۲۴ مارس ۲۰۱۳) موسیقی‌دان اهل ایالات متحده آمریکا بود.
از فیلم‌ها یا برنامه‌های تلویزیونی که وی در آن نقش داشته‌است می‌توان به ۳۰۰ اشاره کرد.